# Bockwen

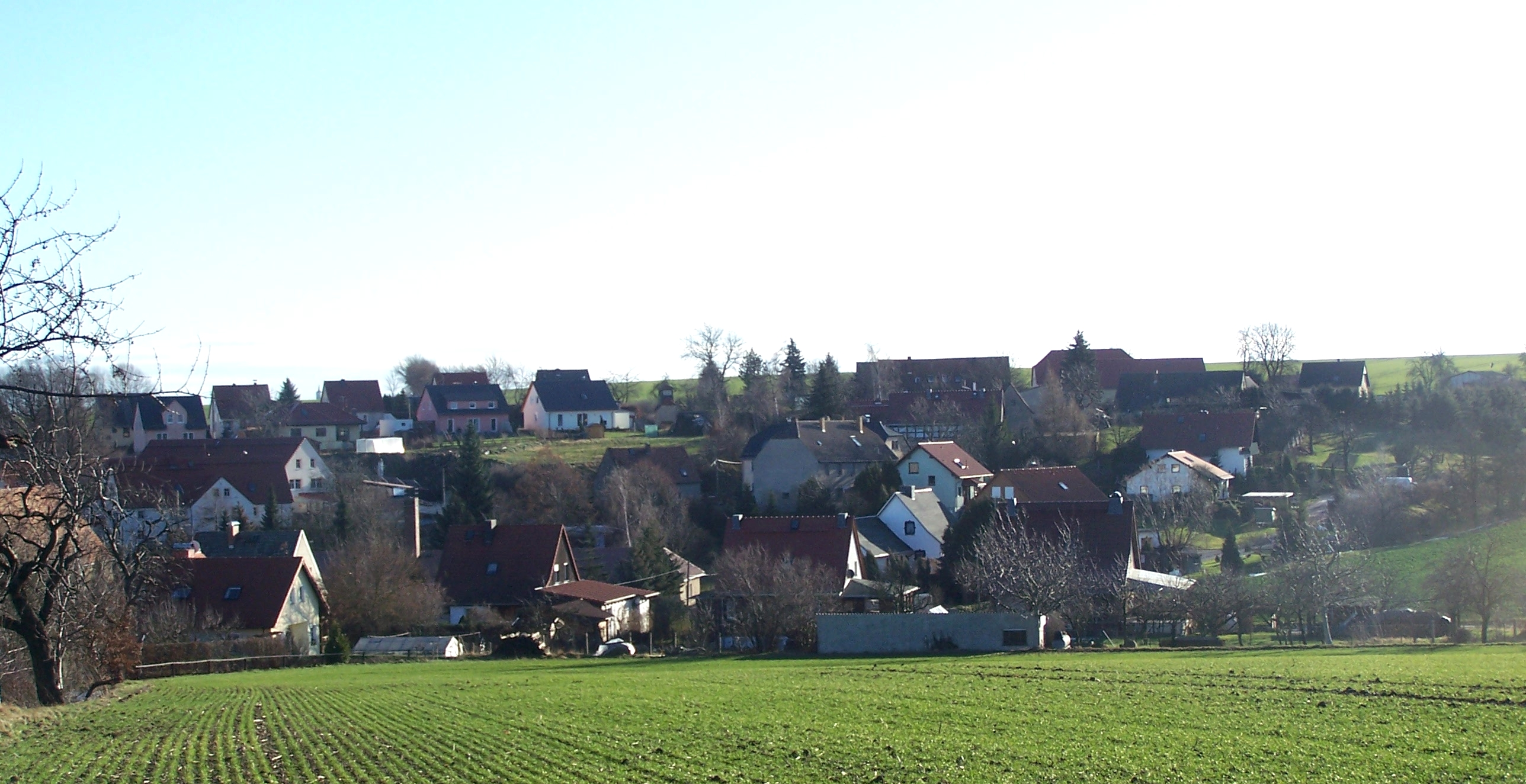
Ortsansicht

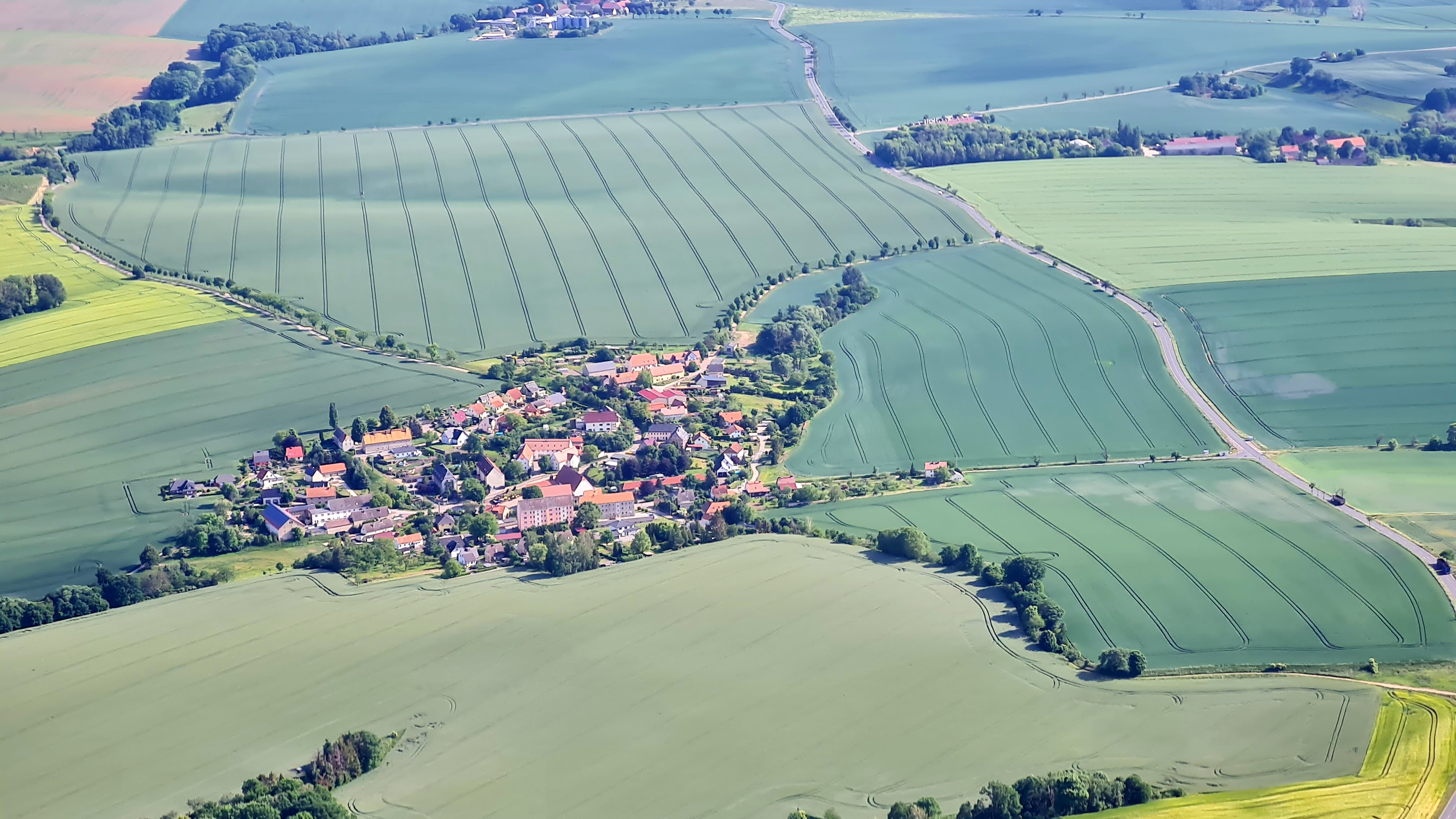
Luftbild von Bockwen

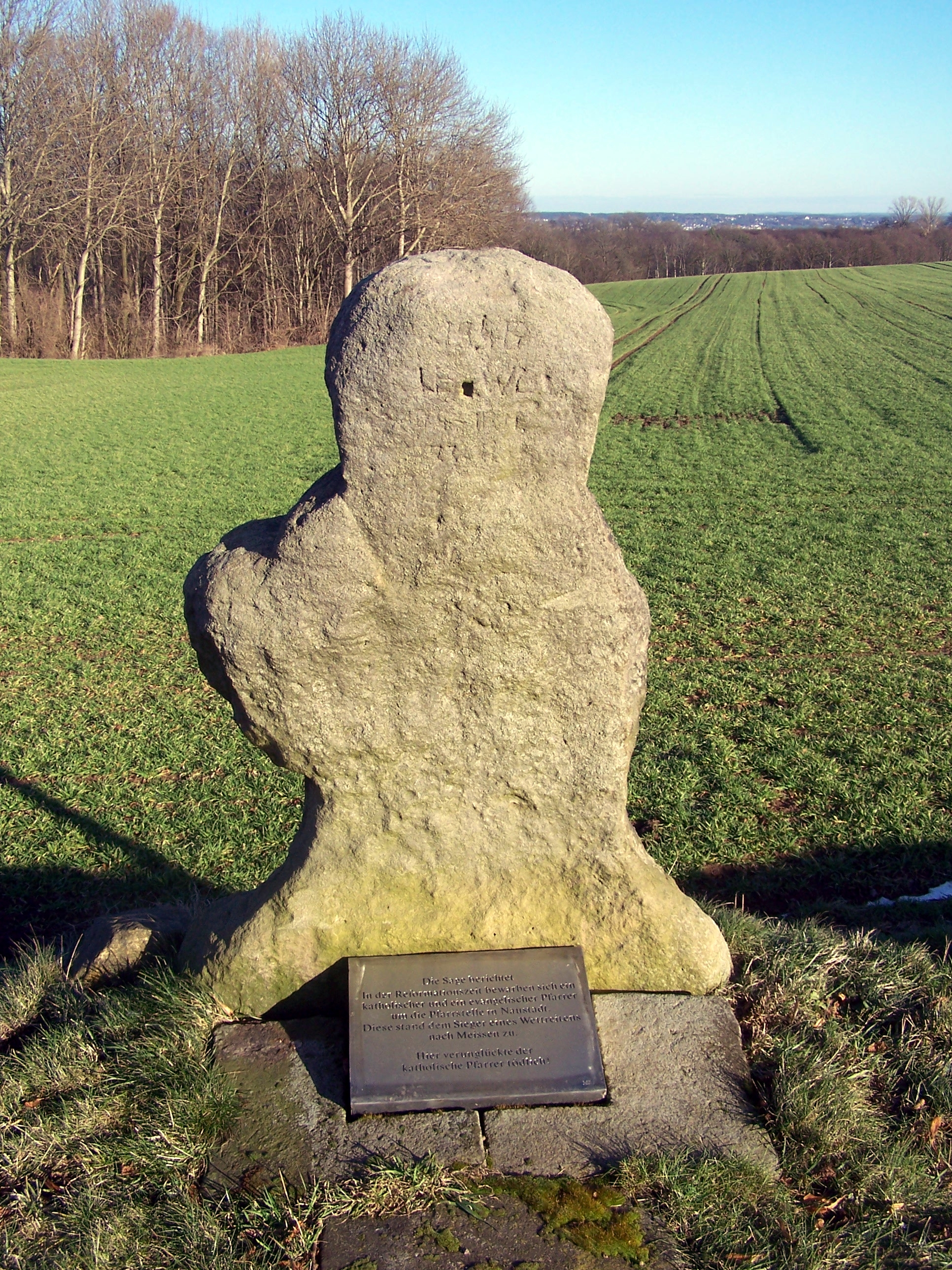
Steinkreuz an der Straße nach Reichenbach

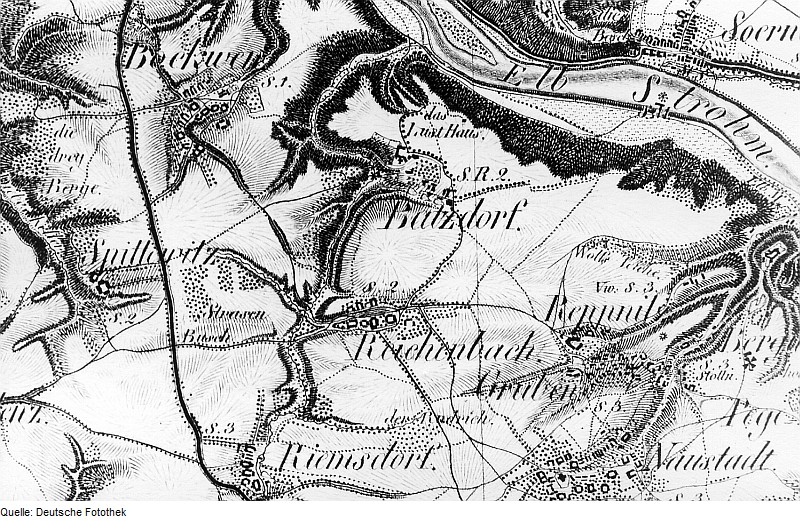
Bockwen auf einer Karte aus dem 19. Jahrhundert

Bockwen ist ein Ortsteil in der Gemeinde Klipphausen im Landkreis Meißen, Sachsen.

## Geographie
Bockwen liegt südlich von Meißen im Meißner Hochland. Die Elbe fließt einen reichlichen Kilometer nordöstlich an Bockwen vorbei, westlich des Ortes verläuft die Staatsstraße 177. Das Dorf ist umgeben vom Meißner Stadtteil Triebischtal mit Buschbad im Westen, Spittewitz im Südwesten, Reichenbach im Südosten und Batzdorf im Osten. Mehrere Gebäude im Ort sind als Kulturdenkmal geschützt (siehe Liste der Kulturdenkmale in Bockwen).

## Geschichte
Erstmals urkundlich erwähnt wurde Bockwen 1180 als Namensbestandteil eines „Martinus de Bukewen“. Verwaltet wurde das Dorf vom Erbamt Meißen. Die Grundherrschaft übten 1551 die Herren von Schloss Batzdorf aus, im 17. und 18. Jahrhundert dann die Herren auf Schloss Siebeneichen. Das Platzdorf verfügte 1876 über eine 259 Hektar große Block- und Streifenflur.
Am 1. Juli 1950 wurde Spittewitz, bis dahin Ortsteil von Reichenbach, eingegliedert. Am 1. Januar 1973 bildete es mit Polenz die Gemeinde Bockwen-Polenz. Am 1. April 1993 wurde diese nach Scharfenberg eingemeindet, das seit dem 1. Januar 1999 gemeinsam mit den Ortschaften Klipphausen und Gauernitz die Gemeinde Klipphausen bildet.

### Einwohnerentwicklung
| Jahr | Einwohner                      |
| ---- | ------------------------------ |
| 1547 | 17 besessene Mann, 20 Inwohner |
| 1764 | 18 besessene Mann, 1 Gärtner   |
| 1834 | 161                            |
| 1871 | 172                            |
| 1890 | 150                            |
| 1910 | 197                            |
| 1925 | 190                            |
| 1939 | 183                            |
| 1946 | 241                            |
| 1950 | 308                            |
| 1964 | 232                            |
| 1990 | siehe Bockwen-Polenz           |
| 2000 | siehe Klipphausen              |
| 2009 | 289                            |